# 류디화이
류디화이(중국어 간체자: 刘棣怀, 정체자: 劉棣懷, 병음: Liú Dìhuái, 한자음: 류태회, 1897년  ~ 1979년)은 중국 난징시 출신의 바둑 기사였다.

## 소개
류디화이는 중국 바둑기사이자 호는 창화(昌華)로 궈티성과 함께 '난류베이궈(南刘北过)'로 불렸다. 1958년 전국위기개인전 우승, 1959년 제1회 전국체전 1위를 차지해 63세의 나이로 전국 바둑 1위를 차지했다. 1960년 6월 14일 제1회 중일 바둑 교류전에서 일본의 세가와 요시오 7단을 꺾었다.1962년 11월 중국바둑협회 부주석에 선출돼 '바둑' 잡지 부편집장으로 영입됐다.1964년 국가체육위원회로부터 당시 최고단인 5단을 받았다.